# 당성 서씨
당성 서씨(唐城徐氏)는 남양 서씨(南陽徐氏)에서 분적한 한국의 성씨이다. 당성(唐城)은 경기도 화성시 일대의 고구려 시대 지명이다.

## 역사
남양 서씨의 시조(始祖) 서간(徐趕)은 당나라 8학사(八學士)의 한 사람으로 고려에 귀화하여 당성(唐城)에 정착했다고 한다. 그는 벼슬이 태사(太師)에 올랐고 남양군(南陽君)에 봉해졌다. 남양 서씨 시조 서간(徐趕)의 12세손으로 교리(校理)를 지낸 서원길의 둘째 아들인 서득부(徐得富)를 당성 서씨의 시조로 한다.

## 서씨 분파
몽어(夢漁) 서문중(徐文重) 서상공(徐相公)이 대구 서씨 보(大丘 徐氏 譜 – 1702년간) 서문에 이르기를 서씨(徐氏)는 애당초 두 관적(貫籍)이 없었는데 뒤에 8파로 나뉘었으니 이천(利川) 달성(達城) 대구(大丘) 장성(長城) 연산(連山) 남평(南平) 부여(扶餘) 평당(平當) 남양(南陽) 당성(唐城)이 이것이다. 그 분파된 이유인즉 문헌에 증거가 없어 알 수는 없으나 대개 이천(利川)의 선조는 아간공(阿干公) 서신일(徐神逸)이요. 대구(大丘)의 선조는 서한(徐閈)이요. 달성(達城)의 선조는 서진(徐晋)이요. 장성(長城)의 선조는 서능(徐稜 문하시중.종1품)이요. 연산(連山)의 선조는 서보(徐寶 연성군)요. 남평(南平)의 선조는 서린(徐鱗 대광내의령.종1품)이요. 부여(扶餘)의 선조는 서수손(徐秀孫)이요. 평당(平當)의 선조는 서준방(徐俊邦 형부상서.정3품)이요. 남양 서씨(南陽 徐氏)의 선조는 서간(徐趕)이요. 당성 서씨(唐城 徐氏)의 선조는 서득부(徐得富)이니 계파를 따져 보면 모든 서씨(徐氏)가 다 이천(利川)에서 나왔고 나머지 7관(七貫)은 곧 이천(利川)의 별파라 했다. 또 의성(義城) 김씨(金氏)의 족보를 보니 서씨(徐氏)의 선조(先祖)는 기자(箕子)로부터 나왔고 신라말년(新羅末年)의 서신일(徐神逸)이 있었고 고려초에 서목(徐穆)이 있었으니 이천서씨(利川徐氏)는 그 후손이요. 대구(大丘),봉성(峯城),남양(南陽),당성(唐城)이 이천에서 다 같이 나뉘었으니 서신일(徐神逸)의 후손이라 한다. 동국의 서씨(徐氏)는 모두 아간(阿干)을 선조로 함에 의심이 없고 또 몽어(夢漁) 서문중(徐文重)의 박식원견으로 반드시 고증을 거쳐서 그 족보 끝에 썼을 것으로 생각되어 우리 서씨(徐氏)가 타족(他族)과 다른 점이다. 
1742년 이천 서씨(利川徐氏) 문중에서 간행된 족보인 《임술보》(壬戌譜) 서문에는 “무릇 나뭇가지가 천이라도 뿌리는 하나요, 물 갈래가 백이라도 근원은 하나이니 우리나라에 달성(達城), 대구(大丘), 부여(扶餘), 평당(平當), 장성(長城), 연안(延安), 전주(全州), 남평(南平), 남양(南陽), 당성(唐城)의 서씨(徐氏)중에 누가 아간공(阿干公)을 조상으로 해서 나뉜 자가 아니랴. 아간(阿干)공의 줄거리는 이천(利川)이다”라고 쓰여 있어, 부여 서씨(扶餘徐氏)가 이천서씨(利川徐氏)의 한 갈래임을 밝히고 있다. 
이천 서씨(利川徐氏)의 족보 「계미보癸未譜(1763년)」 서문에 보면, 우리나라 서씨(徐氏)는 3관(貫)이 저명한데, 이천조(利川祖)는 아간(阿干) 서신일(徐神逸)이고 부여조(扶餘祖)는 백제의 온조왕(溫祚)이며, 달성조(達成祖)는 소윤(少尹) 서한(徐閈)이라고 했다. 이천 서씨(利川徐氏), 달성 서씨(達城徐氏), 부여 서씨(扶餘徐氏)는 아간대부 서신일(阿干大夫 徐神逸)의 후손이라고 참찬(參贊)을 지낸 달성인 서명응(達城人 徐命膺)이 썼다.

## 본관
당성(唐城)은 경기도 화성시(華城市) 남양읍 일대의 고구려 시대 지명이다. 고구려 때에는 당성군이었다. 757년(신라 경덕왕 16) 때 당은군(唐恩郡)으로 개칭하였고, 822년(헌덕왕 14)에 수성군(水城郡)에 병합되었으나 829년(흥덕왕 4)에 당성진을 설치하면서 분리되었다. 940년(고려 태조 23)에 군이 되었다가, 1018년(현종 9)에 수주(水州)의 관할에 들었고, 후에 인주(仁州)의 영현이 되었다. 1172년(명종 2) 독립하여 감무를 두었고 재양현(載陽縣 : 安陽縣)을 관할하였다. 1290년(충렬왕 16)에 익주(益州)로, 후에 강령도호부(江寧都護府)로, 다시 익주목(益州牧)으로 승격되었다가 1310년(충선왕 2)에 남양부로 강등되었다. 1413년(태종 13)에 남양도호부가 되었다가 잠시 현으로 강등되기도 하였다. 1896년 경기도 남양군이 되었다가, 1914년 수원군에 병합되었으나, 1949년에 경기도 화성군으로 다시 분리되었다. 2001년 화성군이 화성시로 승격되었다.

## 인물
- 서경덕(徐敬德, 1489년 ~ 1546년) :  자(字)는 가구(可久), 호(號)는 복재(復齋). 관직에 나가지 않고 송도에 머무르며 학문 연구와 교육에 전념하여 송도3절(松都三絶)로 알려져 있다. 독창적인 기일원론(氣一元論)의 철학을 제창하였다. 북인
- 서남수(徐南洙, 1952년 ~ ) : 전 교육부 장관

## 같이 보기
- 남양 서씨